# بيبيه
بيبيه (بالإسبانية: Bebe)‏ هي مغنية وممثلة إسبانية، ولدت في 9 مايو 1978 في بلنسية القنطرة في إسبانيا.

## وصلات خارجية
- الموقع الرسمي
- بيبيه على موقع IMDb (الإنجليزية)
- بيبيه على موقع ميوزك برينز (الإنجليزية)
- بيبيه على موقع ميوزك برينز (الإنجليزية)
- بيبيه على موقع ديسكوغز (الإنجليزية)
- بيبيه على موقع ديسكوغز (الإنجليزية)
- بيبيه على موقع قاعدة بيانات الفيلم (الإنجليزية)